# Adrian Kempe
Adrian Kempe (* 13. září 1996) je profesionální švédský hokejový útočník momentálně hrající v týmu Los Angeles Kings v severoamerické lize NHL. Kings ho v roce 2014 draftovali v 1. kole jako 29. celkově. Na mistrovství světa 2018 v Dánsku vybojoval se švédskou reprezentací zlatou medaili. 

## Klubové statistiky
| Sezona      | Klub                | Soutěž      | Základní část | Základní část | Základní část | Základní část | Základní část | Play off | Play off | Play off | Play off | Play off |
| Sezona      | Klub                | Soutěž      | Z             | G             | A             | B             | TM            | Z        | G        | A        | B        | TM       |
| ----------- | ------------------- | ----------- | ------------- | ------------- | ------------- | ------------- | ------------- | -------- | -------- | -------- | -------- | -------- |
| 2013–14     | Modo Hockey         | SHL         | 45            | 5             | 6             | 11            | 12            | 2        | 0        | 1        | 1        | 0        |
| 2014–15     | Modo Hockey         | SHL         | 50            | 5             | 12            | 17            | 42            | —        | —        | —        | —        | —        |
| 2014–15     | Manchester Monarchs | AHL         | 3             | 0             | 0             | 0             | 2             | 17       | 8        | 1        | 9        | 2        |
| 2015–16     | Ontario Reign       | AHL         | 55            | 11            | 17            | 28            | 27            | 13       | 4        | 1        | 5        | 2        |
| 2016–17     | Ontario Reign       | AHL         | 46            | 12            | 8             | 20            | 44            | 5        | 0        | 2        | 2        | 2        |
| 2016–17     | Los Angeles Kings   | NHL         | 25            | 2             | 4             | 6             | 6             | —        | —        | —        | —        | —        |
| 2017–18     | Los Angeles Kings   | NHL         | 81            | 16            | 21            | 37            | 49            | 4        | 0        | 0        | 0        | 2        |
| 2018–19     | Los Angeles Kings   | NHL         | 81            | 12            | 16            | 28            | 50            | —        | —        | —        | —        | —        |
| 2019–20     | Los Angeles Kings   | NHL         | 69            | 11            | 21            | 32            | 29            | —        | —        | —        | —        | —        |
| 2020–21     | Los Angeles Kings   | NHL         | 56            | 14            | 15            | 29            | 28            | —        | —        | —        | —        | —        |
| 2021–22     | Los Angeles Kings   | NHL         | 78            | 35            | 19            | 54            | 46            | 7        | 2        | 4        | 6        | 0        |
| 2022–23     | Los Angeles Kings   | NHL         | 82            | 41            | 26            | 67            | 55            | 6        | 5        | 3        | 8        | 2        |
| 2023–24     | Los Angeles Kings   | NHL         | 77            | 28            | 47            | 75            | 72            | 5        | 4        | 1        | 5        | 4        |
| SHL celkově | SHL celkově         | SHL celkově | 95            | 10            | 18            | 28            | 54            | 2        | 0        | 1        | 1        | 0        |
| NHL celkově | NHL celkově         | NHL celkově | 549           | 159           | 169           | 328           | 335           | 22       | 11       | 8        | 19       | 8        |